# Volo British Eagle 802
Il volo British Eagle 802  era un volo di linea della British Eagle operato il 29 febbraio 1964 da un Bristol Britannia tra l'aeroporto di Heathrow e l'aeroporto di Innsbruck. Durante l'avvicinamento all'aeroporto austriaco, in condizioni meteo avverse, il velivolo impattò contro la parete orientale del Glungezer.
Tutti i 75 passeggeri e gli 8 membri dell'equipaggio perirono nello schianto. Rimane il peggior disastro aereo per numero di vittime avvenuto in Austria.

## L'aereo
Il velivolo coinvolto nell'incidente era un quadrimotore a pistoni Bristol Britannia 312 con c/n 13423 e numero di registrazione G-AOVO soprannominato "Bonaventure" costruito nel 1958.

## L'incidente

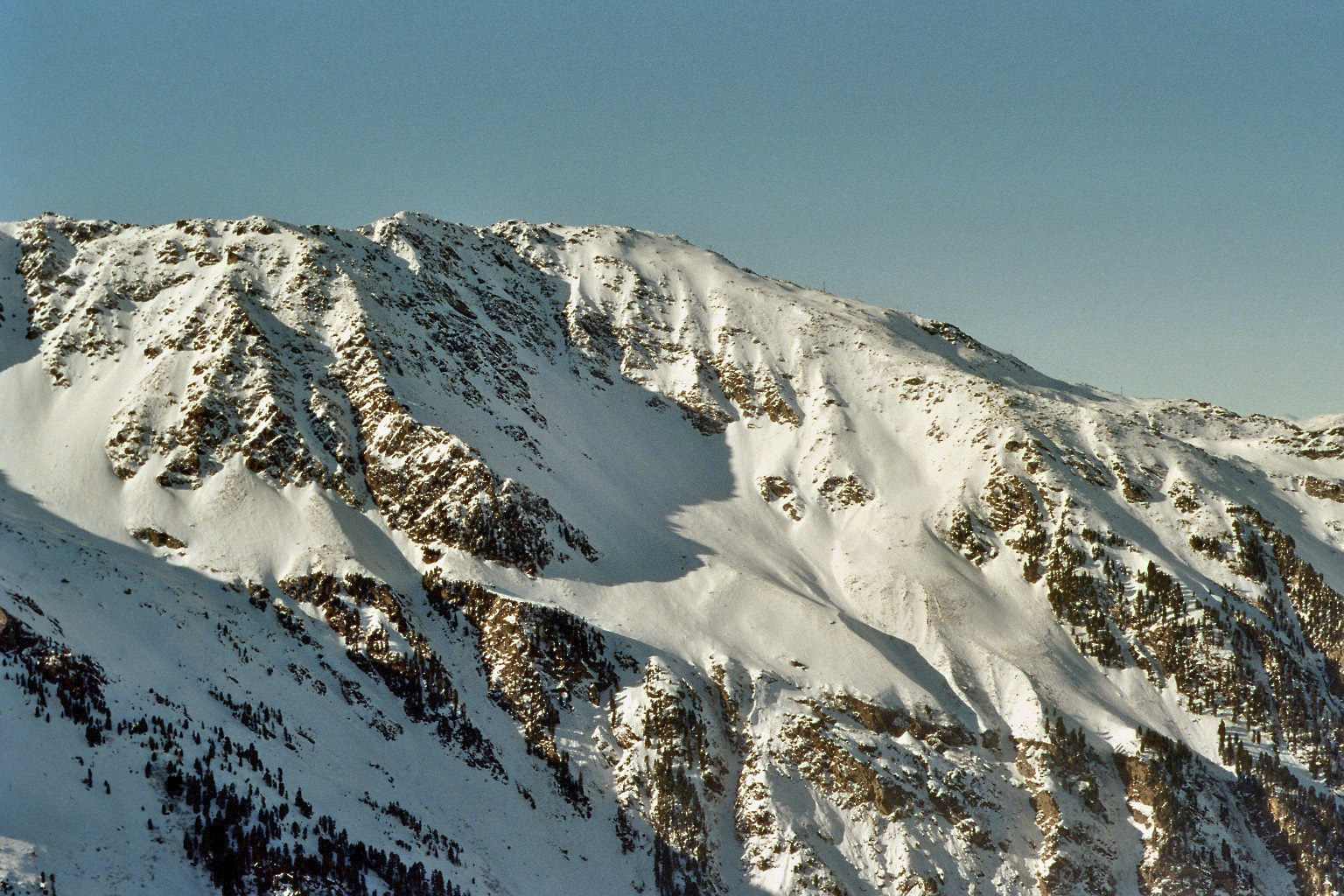
Parete orientale del Glungezer

Il volo 802 decollò da Londra alle 12:04 GMT con un piano di volo strumentale.
Alle 13:35, i piloti contattarono il controllo del traffico aereo di Monaco riportando di essere sopra la radioassistenza NDB di Kempten. Dieci minuti più tardi cambiarono il piano di volo strumentale in volo a vista. I piloti riportarono più volte di non essere in grado di uscire dalla coltre di nuvole e avrebbero continuato a scendere.
Alle 14:12, la torre di controllo di Innsbruck chiese a quale quota si trovavano. L'equipaggio rispose di essere a 10 000 piedi (3 000 m). Fu l'ultima trasmissione radio dal velivolo.
Il relitto del volo 802 venne ritrovato sulla parete orientale del Glungezer (alto 2.677 metri) a circa 65 metri sotto la sommità della montagna. L'impatto provocò una valanga di quasi 400 metri che sommerse i detriti del velivolo e la maggior parte dei corpi.
Nessuna delle 83 persone a bordo sopravvisse.

## Le indagini
Per appurare le cause dell'incidente venne nominata una commissione di inchiesta presieduta dal Ministero dei Trasporti e dell'Elettricità austriaco.
In base ai detriti ritrovati la commissione stabilì che i flap erano posizionati a 15°, tutti i motori funzionavano normalmente, l'autopilota era attivo e il velivolo procedeva quasi orizzontalmente. Non venne trovato alcun indizio di un eventuale malfunzionamento dei sistemi di navigazione.
La causa a cui giunsero gli investigatori fu che i piloti erano scesi intenzionalmente sotto l'altitudine minima di sicurezza (di 11 000 piedi (3 400 m)) per cercare di uscire dalle nuvole nella speranza di vedere la pista dell'aeroporto di Innsbruck.